# Dick Buitelaar
Dick Buitelaar (Den Haag, 23 september 1938) is een Nederlands voetbaltrainer. Hij maakte naam als trainer van het Nederlands militair voetbalelftal. Ook trainde hij NAC Breda, SVV, Helmond Sport, Heracles en negen clubs in het amateurvoetbal. In Indonesië heeft hij in een periode van veertien jaar vijf profclubs uit de hoogste divisies van het land gecoacht.

## Biografie
Dick Buitelaar werd geboren in Den Haag in 1938. Hij speelde als linksbuiten in 1958 en 1959 bij Ornas, een club die uitkwam in de derde en vierde klasse van het zaterdagvoetbal en later fuseerde in het huidige SVC 08. Zijn loopbaan als voetballer werd onderbroken toen hij verkoos beroepsmilitair te worden.
Buitelaar werd geplaatst op vliegbasis Eindhoven en volgde in dienst de opleiding tot sportinstructeur. Daar leerde hij zijn vrouw Ilse Wold kennen. Het jonge echtpaar werd uitgezonden naar AFCENT in Fontainebleau waar hun twee kinderen werden geboren. In 1966 werd Buitelaar geplaatst op de vliegbasis Gilze-Rijen. Later werd hij overgeplaatst naar de Koninklijke Militaire Academie in Breda. Daar volgde hij de cursussen voetbaltrainer.
Naast voetbaltrainer was Buitelaar ook gediplomeerd coach in diverse andere sporten. Op 20 juli 1977 was hij de coach van het team van Gilze-Rijen dat die dag de eerste plaats behaalde in het Spel zonder Grenzen in Ludwigsburg.

### 1970-1990 Nederlands militair voetbalelftal
In het begin van de jaren ´70 werd Buitelaar aangesteld als assistent-trainer van het Nederlands militair elftal onder Jan Zwartkruis. Dit team, in die tijd vaak grotendeels samengesteld uit beroepsvoetballers die hun dienstplicht vervulden, doet mee aan de Militaire Wereldkampioenschappen voetbal die de Internationale Militaire Sportraad organiseert sinds 1948.
In 1975 behaalde het team, met Buitelaar als assistent-trainer, een historische finaleplaats waarin met 1-0 van gastland Duitsland in Hagen werd verloren. In het elftal speelden onder andere Ronald Spelbos, Ad Krijnen, Eugène Marijnissen, Peter Gerards, Geert Meijer, Jo Coerver en Chris Jansen.
Na het toernooi waarin de zilveren medaille behaald werd deed Zwartkruis de leiding van de trainingen over aan Buitelaar, temeer nadat Zwartkruis in 1976 aangesteld werd als trainer van het Nederlands Elftal. Buitelaar nam ook andere taken van Zwartkruis over: zo gaf hij in 1976 een drieweekse trainerscursus in Qatar voor 62 trainers uit diverse Arabische landen. Hij had al eens eerder in opdracht van de Internationale Militaire Sportraad een paar weken training verzorgd voor militaire voetballers in Kameroen. Zijn activiteiten als trainer van het Nederlands militair elftal en de bijbehorende internationale opdrachten waren een doorslaggevend argument om Buitelaar toe te laten tot de opleiding tot A-trainer.
In 1982 werd Buitelaar hoofdtrainer van het Nederlands militair elftal. Kort daarvoor was Kees Rijvers bondscoach van het Nederlands voetbalelftal geworden. Rijvers wilde het Nederlands elftal verjongen en liet spelers als onder andere Wim Kieft, Frank Rijkaard, Ruud Gullit en Marco van Basten, allen rond de 20, debuteren. Deze spelers waren bezig hun dienstplicht te voldoen en waren derhalve ook oproepbaar voor het Nederlands militair elftal. Wim Kieft bijvoorbeeld werd in dezelfde week opgeroepen door Rijvers en Buitelaar, tot ongenoegen van de bondscoach. Uiteindelijk hoefde Kieft slechts een helft met het militaire elftal mee te spelen en beloofde Rijvers een betere coördinatie met Buitelaar.
In de tijd dat Thijs Libregts bondscoach was, eind 1988, was Buitelaar korte tijd in beeld bij de KNVB. Hij zou er, naast trainer van het militaire elftal, ook trainer worden van het Nederlands olympisch voetbalelftal. Dat is uiteindelijk niet gematerialiseerd.
Het militaire voetbalteam onder leiding van Buitelaar nam ook met succes deel aan zaalvoetbaltoernooien. Buitelaar zou tot 1990 verantwoordelijk blijven voor de militaire voetbalselecties, in die tijd nog uitsluitend mannen. Hij werd opgevolgd door Jos Wap.

### 1968-1979 Amateurclubs
Meteen na het behalen van zijn eerste trainerslicentie in 1968 begon Buitelaar in zijn vrije tijd met het coachen van VV Waspik, uitkomend in de 4e klasse. Het kampioenschap werd in 1970 op een haar na gemist maar zijn bijdrage aan de jeugdopleiding legde de basis voor een aantal succesvolle jaren van de club.
VV Good Luck, uitkomend in de derde klasse, was de volgende uitdaging. Met Buitelaar werd de club in 1972 kampioen en promoveerde naar de tweede klasse. Een jaar later verhuisde Buitelaar naar RAC, een club in zijn woonplaats Rijen,  waar hij ook enkele jaren actief was geweest als voetballer, nu VV Rijen. RAC speelde destijds in de tweede divisie en onder Buitelaar werd in 1975 de tweede plaats in de competitie behaald.
Buitelaar, ondertussen met een B-licentie, verhuisde in 1976 naar NSVV in de eerste klasse van het zaterdagvoetbal. De ploeg degradeerde maar werd een jaar later kampioen in de 2e klasse. Buitelaar stapte over naar VV Nieuw-Lekkerland, waarmee hij tweede werd in de tweede divisie van het zaterdagvoetbal.

### 1979-1998 A-trainer: Nederland
Toen Buitelaar in 1978 zijn A-licentie had behaald mocht hij aan de slag bij profclubs. Hij begon bij NAC Breda en werd daar assistent van Jo Janssen en later van Henk de Jonge. Tijdens een ziekteverlof van deze laatste was Buitelaar interim-trainer van de club. Met technisch directeur Bob Maaskant en trainer Buitelaar bewerkstelligde de club in 1984 via de nacompetitie de promotie naar de Eredivisie.
Buitelaar werd in 1984 hoofdtrainer van SVV dat uitkwam in de Eerste Divisie. Hij zou er vier jaar blijven met een 11e plaats als beste resultaat.
In juni 1988 was Buitelaar de coach van het zogenaamde Blanda Totok team, zoals de naam zegt een team met in Nederland geboren spelers, waarvan echter veel van Molukse afkomst. Het team speelde een zestal wedstrijden in Indonesië en bestond onder andere uit Simon Tahamata, Bart Latuheru, Jos Luhukay, Ton Patinama en Marco Waslander, aangevuld met Gert Abma, Ton Guijt, Ernst Söllner en Adrie Bogers.
Na terugkomst uit Indonesië tekende Buitelaar voor een jaar bij Helmond Sport, uitkomend in de Eerste Divisie. De club behaalde de 16e plaats.
Het volgende seizoen trainde Buitelaar VV Baronie uit Breda, net gepromoveerd naar de 1e klasse. In het eerste jaar met Buitelaar werd VV Baronie prompt weer kampioen en promoveerde naar de hoofdklasse. Buitelaar zou er nog twee jaar blijven en verkaste daarna naar RKSV Rood-Wit uit Sint-Willebrord. De club kwam uit in de eerste klasse en met trainer Buitelaar werd de tweede plaats behaald. Na een jaar tekende Buitelaar bij de vereniging HSV Hoek, uitkomend in de eerste klasse van het zaterdagvoetbal, een van de sterkste clubs uit de provincie Zeeland. Met Buitelaar werd Hoek tweede in de competitie en finalist van de Districtsbeker Zuid.
Na een aantal jaren in de hoogste afdelingen van het amateurvoetbal, keerde Buitelaar terug naar het profvoetbal en wel bij de club Heracles uit Almelo, waar hij een jaar hoofdtrainer was en twee jaar technisch directeur, met Gerard Marsman als trainer en Jan van Staa als assistent.

### 1998-2012 A-trainer: Indonesië
In 1998 tekende Buitelaar bij een buitenlandse club, en wel op het eiland Bali, bij Gelora Dewata ´89. Deze club verhuisde later naar Sidoarjo en opereert nu onder de naam Deltras F.C. In 1998 kwam de club uit in de Premier Division en behield die categorie na het winnen van een play-off tegen Persikaba Bogor. Buitelaar bleef op het eiland Bali in totaal negen jaar en trainde afwisselend Perseden Denpasar en Persekaba Badung. Met Perseden Denpasar promoveerde Buitelaar in 2002 naar de hoogste divisie van het Indonesische voetbal. In 2008 werd Buitelaar trainer van Persitara Jakarta Utara, een club uit noord-Jakarta die uitkwam in de Super League. Buitelaar sloot zijn 44-jarige carrière als voetbaltrainer af in 2012 bij FC Pro Duta uit Medan, Sumatra in de hoogste divisie van het Indonesische voetbal.
Na het beëindigen van zijn actieve loopbaan als voetbaltrainer is Buitelaar, op uitnodiging, betrokken geworden bij de jeugdacties van het Zwaluwen-team van de KNVB voor jongeren met een beperking.